# Bathinda
Bathinda – miasto w Indiach, w stanie Pendżab. Siedziba władz dystryktu Bathinda.
W 2011 roku liczyło 1 388 525 mieszkańców.